# Darko Vukić
Darko Vukić (Zagreb, 2. prosinca 1968.) je umirovljeni hrvatski nogometaš.

## Karijera

### Klupska karijera
Igrač je 1990. godine započeo karijeru u Zagrebu koji je tada igrao u jugoslavenskoj drugoj ligi. Nakon četiri godine u klubu, transferiran je u francuski Nîmes koji se natjecao u Ligue 2.
1998. Darko Vukić odlazi u Meksiko gdje je igrao za Tolucu, Atlético Mexiquense, Atletico Celayju i San Luis. Od svih Hrvata koji su igrali ondje, upravo je Vukić ostavio najveći trag. Nakon četiri godine igranja ondje, igrač se vraća u Zagrebu u kojem je i završio igračku karijeru.

### Reprezentativna karijera
Darko Vukić je ostvario jedan nastup u reprezentaciji Hrvatske i to 20. travnja 1994. u prijateljskoj utakmici protiv Slovačke. Vukić je tada odigrao prvo poluvrijeme dok ga je u drugom zamijenio Milan Rapaić. Hrvatska je taj susret izgubila s visokih 4:1.

## Vanjske poveznice
- Soccerdatabase.eu
- Worldfootball.net